# Joaquim Elói Mendes
Joaquim Elói Mendes, primeiro e único barão de Varginha (Elói Mendes, 24 de junho — Elói Mendes, 28 de setembro de 1913) foi um nobre brasileiro.
Filho de João José Mendes e Bárbara Maria Rangel, casou-se com a viúva Mariana Bárbara da Conceição, mas não teve descendência.
Agraciado barão em 27 de junho de 1888, era major da Guarda Nacional. O município em que nasceu, Espírito Santo da Mutuca, teve seu nome alterado para Elói Mendes, em sua homenagem.